# استاروپسچانویه
استاروپسچانویه (به لاتین: Staropeschanoye) یک منطقهٔ مسکونی در روسیه است که در سرزمین آلتای واقع شده‌است.